# Neobidessus surinamensis
Neobidessus surinamensis är en skalbaggsart som först beskrevs av Régimbart 1889.  Neobidessus surinamensis ingår i släktet Neobidessus och familjen dykare. Inga underarter finns listade i Catalogue of Life.